# Liste von Ereignissen zur Reform des Stundengebets
Die Liste von Ereignissen zur Reform des Stundengebets verzeichnet chronologisch die Schritte zur Reform des Stundengebets  seit der apostolischen Konstitution Divino afflatu.

## Liste
| Datum             | Ereignis                                                                        | Text (Online) |
| ----------------- | ------------------------------------------------------------------------------- | ------------- |
| 1. November 1911  | Apostolische Konstitution Divino afflatu                                        | Latein        |
| 23. Oktober 1913  | Motu proprio Abhinc duos annos                                                  | Latein        |
| 25. Januar 1964   | Motu proprio Sacram liturgiam: Verminderung der Gebetszeiten                    | Latein        |
| 26. November 1964 | 1. Instruktion Inter Oecumenici zur Tagzeitenliturgie                           |               |
| 31. Januar 1966   | Regelung zum Gebet vor der Tagzeitenliturgie                                    |               |
| 15. August 1966   | Schreiben an die Ordensleitungen                                                |               |
| 1. November 1970  | Apostolische Konstitution Laudis canticum                                       | Latein        |
| 2. Februar 1971   | Institutio generalis de Liturgia Horarum                                        | Deutsch       |
| 11. April 1971    | Liturgia Horarum iuxta ritum romanum                                            |               |
| 14. Juni 1971     | Bekanntmachung zur Verwendung von Stundenbuch und Kalender                      |               |
| 11. November 1971 | Texte Ad interim bei der Tagzeitenliturgie                                      |               |
| 6. August 1972    | Bekanntmachung zur Tagzeitenliturgie in bestimmten Ordensgemeinschaften         |               |
| 3. Juni 1979      | Instruktion In ecclesiasticam futurorum, Tagzeitenliturgie in Priesterseminaren |               |
| 25. März 1983     | Ordo Cantus Officii                                                             |               |
| 7. April 1985     | Liturgia Horarum iuxta ritum romanum                                            |               |